# Burnet (Texas)
Pour les articles homonymes, voir Burnet.
La ville américaine de Burnet est le siège du comté de Burnet, dans l’État du Texas. Elle comptait 6 084 habitants lors du recensement de 2010.

## Démographie
| Groupe            | Burnet | Texas | États-Unis |
| ----------------- | ------ | ----- | ---------- |
| Blancs            | 86,9   | 70,4  | 72,4       |
| Autres            | 4,2    | 10,6  | 6,4        |
| Afro-Américains   | 5,5    | 11,9  | 12,6       |
| Métis             | 1,9    | 2,7   | 2,9        |
| Amérindiens       | 1,0    | 0,7   | 0,9        |
| Asiatiques        | 0,7    | 3,8   | 4,8        |
| Total             | 100    | 100   | 100        |
|                   |        |       |            |
| Latino-Américains | 20,1   | 37,6  | 16,7       |

Selon l'American Community Survey pour la période 2011-2015, 89,60 % de la population âgée de plus de 5 ans déclare parler l'anglais à la maison, 10,34 % déclare parler l'espagnol et 0,05 % une autre langue.

## Source
- (en) Cet article est partiellement ou en totalité issu de l’article de Wikipédia en anglais intitulé « Burnet, Texas » (voir la liste des auteurs).

1. ↑  (en) « Burnet, TX Population - Census 2010 and 2000 », sur censusviewer.com.
2. ↑  (en) « Population of Texas - Census 2010 and 2000 », sur censusviewer.com.
3. ↑  (en) « Language spoken at home by ability to speak English for the population 5 years and over », sur factfinder.census.gov.